# Franco Formica

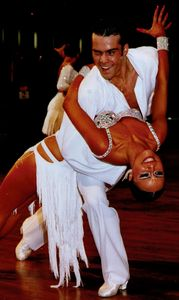
Franco Formica und Alice-Marlene Schlögl, 1996

Franco Formica ist ein ehemaliger deutscher Turniertänzer (und 3-facher Weltmeister) in den lateinamerikanischen Tänzen, Tanzsporttrainer, Wertungsrichter, Choreograph sowie Tanzschulinhaber und Tanzlehrer.

## Leben
Formica ist in Italien (auf Sizilien) geboren und kam als Zweijähriger mit seinen Eltern nach Hessen. Er wuchs in Lollar bei Gießen auf.
Er ist mit Christina Formica (geb. Kessler) verheiratet. Die beiden haben 3 Kinder.

## Karriere

### Amateure
Er begann 1988 im Alter von 10 Jahren im Verein TSG Blau-Gold Gießen mit dem Tanzen. Nach nur zwei Monaten Training tanzte er mit seiner ersten Tanzpartnerin, Claudia Storck, für den Verein Turniere.
Auf der TANZ-GALA 1992 in Gießen (ein Tanzball kombiniert mit einem Turnier), hatten die mehrmaligen Weltmeister der Professionals Donnie Burns und Gaynor Fairweather einen Showtanz-Auftritt. Bei der Siegerehrung des Turniers durfte Franco Formica mit Gaynor Fairweather tanzen, die anschließend mit "This boy has future, he has a strong lead!" zitiert wurde.
Ab 1996 tanzte er mit Alice Marlene Schlögl.
1999 gab das Paar das Ende seiner Tanzpartnerschaft bekannt.
Ende 1999 begann er (nach einem Probe-Training auf Empfehlung seines Trainers Jürgen Neudeck) mit seiner dritten Tanzpartnerin, Oksana Nikiforova, zu tanzen. Mit ihr wurde er mehrfacher Weltmeister, Europameister und Deutscher Meister der Amateure.
2001 wechselte er zum neu gegründeten Verein TC Nova Gießen, wo er weiterhin von seiner langjährigen Trainerin Brigitte Klückes-Findeis betreut wurde.
Ab etwa 2003 waren Formica und Nikiforova für einige Jahre Turniertrainer für lateinamerikanische Tänze im Rot-Weiss-Klub Kassel.
Ende 2004 tanzten Formica und Nikiforova ihr letztes gemeinsames Turnier und verabschiedeten sich aus dem Amateurlager.
Der damalige Bundesinnenminister Wolfgang Schäuble überreichte Ende 2005 Formica und Nikiforova das Silberne Lorbeerblatt, die höchste deutsche Auszeichnung für Sportler.
2005 hörte Formica temporär mit dem Tanzen auf und zog nach Berlin um Schauspiel- und Ballett-Unterricht zu nehmen.

### Professionals
2007 begann er mit Oxana Lebedew bei den Professionals zu tanzen. Das Paar wurde u. a. mehrmals Deutscher Meister der Professionals und war mehrmals Bronze-Medaillengewinner bei Weltmeisterschaften und Europameisterschaften der Professionals.
2011 verkündeten die beiden das Ende ihrer Tanzpartnerschaft und Formica beendete seine aktive Turniertanz-Karriere.
Im Jahr 2012 kündigten Franco Formica und Olga Müller-Omeltchenko an gemeinsam Turniere tanzen zu wollen. Später entschieden sie sich aber wohl doch anders und es blieb bei nur einem gemeinsam getanzten Turnier.

### Danach
Nach seiner aktiven Turnierkarriere tanzte er u. a. mit der ehemaligen Weltmeisterin der Amateure Anna Melnikova sowie mit der ehemaligen Deutschen Meisterin der Professionals Motsi Mabuse Show-Programme.
Heute ist Formica Trainer und Choreograph mehrerer aktiver Turnier-Paare, gibt Workshops und Privatstunden, und ist als Wertungsrichter tätig.
Seit 2019 betreibt er mit seiner Frau die Tanzschule Studio Momentum in Freiburg im Breisgau (Waltershofen).

## Erfolge (Auszug)
Amateure (IDSF/DTV) mit Oksana Nikiforova:
- 3× Weltmeister der Amateure (2002–2004)[8]
- 2× Europameister der Amateure (2003–2004)[9]
- 4× Deutscher Meister der Amateure (2001–2004)[10]

Professionals (WDC/DPV) mit Oxana Lebedew:
- 3× Bronze bei der Weltmeisterschaft der Professionals (2008–2010)[16]
- 2× Bronze bei der Europameisterschaft der Professionals (2008–2009)[17]
- 4× Deutscher Meister der Professionals (2008–2011)[18]

## Auszeichnungen
- 2005: Silbernes Lorbeerblatt[14]